# Du bist min. Ein deutsches Tagebuch
Du bist min. Ein deutsches Tagebuch ist ein deutscher Dokumentarfilm von Annelie und Andrew Thorndike, der in den Jahren 1968 und 1969 bei der DEFA entstand.

## Inhalt
Der Film zeichnet anhand von Tagebucheintragungen wichtige Lebensstationen der Autorin Annelie Thorndike nach. Dabei führt die Erzählung den Zuschauer von Thorndikes Heimat Usedom über nur angeschnittene Erinnerungen an Dreharbeiten in Rostock und Moskau, den 7. Parteitag der SED, Bauarbeiter auf dem Alexanderplatz in Berlin, den Mathematiker Soboljew in Novosibirsk und das Dorf Mackenrode im Kreis Heiligenstadt schließlich zu  Filmepisoden aus Westdeutschland an: Ein Vereinstreffen „ewig Gestriger“ in Hameln, eine NDP-Wahlveranstaltung mit Adolf von Thadden und ein Pommerntreffen in der Ostseehalle in Kiel.
Danach widmet sich der Film einer Reise in die Volksrepublik Polen, in Annelie Thorndikes Geburtsstadt Klützow (Kluczewo) und das nahe gelegene Stargard. Von hier an erzählt der Film Thorndikes Lebensweg nach, der über Flucht und Vertreibung in eine neue Heimat in Penzlin führt, wo sie nach dem Krieg Lehrerin wird und den russischen Offizier Wassili trifft, der ihr Mut und Lebenskraft vermittelt. Sie wird dort Schulleiterin und lernt schließlich bei Dreharbeiten der DEFA ihren Mann Andrew kennen.
Im Film wechseln sich gegenwärtiges aus Ost- und Westdeutschland mit Rückblenden auf Ereignisse zwischen 1939 und 1969 ab, unterlegt mit Tagebuchzitaten, die von der Schauspielerin Christine van Santen vorgetragen werden. Als verbindendes und zum Teil Handlung tragendes Element unterstreicht die symphonisch angelegte Filmmusik Aussage und Wirkung der einzelnen Kapitel.

## Produktion
Du bist min. Ein deutsches Tagebuch wurde als einer der ersten Filme der DEFA auf 70-mm-Film gedreht (Verfahren DEFA-70). Das ursprüngliche Bildformat betrug dementsprechend 1:2,21. Dazu erhielt der Film – wie üblich bei 70-mm-Filmen – einen 6-Kanal Magnetton. Daneben wurden auch 35-mm-Kopien in Totalvision (Bildformat 1:2,35) hergestellt, um den Film für Kinos verfügbar zu machen, die nicht mit 70-mm-Technik ausgerüstet waren. Die 35-mm-Kopien waren mit herkömmlichem Mono-Lichtton ausgestattet.